# Stazione di Montenero Valcocchiara
La stazione di Montenero Valcocchiara è una fermata ferroviaria della ferrovia Sulmona-Isernia a servizio del comune di Montenero Val Cocchiara.

## Storia
La fermata venne attivata nel 1897. Venne soppressa negli anni novanta.

## Strutture e impianti
Il fabbricato viaggiatori si sviluppa su due livelli ed ospita i servizi per i viaggiatori quali la biglietteria e la sala d'attesa. La fermata è servita da un unico binario. In passato da tale binario si diramava un binario di raccordo ferroviario, percorso da treni merci, che conduceva all'ex birrificio "Birra d'Abruzzo", situato nelle immediate vicinanze della fermata.

## Movimento
A partire dall'11 dicembre 2011, data della sospensione del servizio ordinario sulla tratta da Sulmona a Isernia, la fermata non è più servita da alcun treno che effettua il servizio viaggiatori.

## Servizi
La stazione disponeva dei seguenti servizi:
- Biglietteria a sportello
- Sala d'attesa